# Larutia larutensis
Larutia larutensis är en ödleart som beskrevs av  George Albert Boulenger 1900. Larutia larutensis ingår i släktet Larutia och familjen skinkar. Inga underarter finns listade i Catalogue of Life.
Denna ödla förekommer på Malackahalvön i Malaysia. Den vistas i bergstrakter vid 1000 till 1200 meter över havet. Arten vistas i skogar med dipterokarpväxter och i andra bergsskogar. Exemplaren gömmer sig i jord mellan bergssprickor och i lövskiktet. En hona hade i mars tre ägg i kroppen.
I regionen där arten lever byggdes en linbana. Därför röjdes stora delar av skogen. IUCN listar Larutia larutensis som sårbar (VU).